# Ottiliae-Schacht

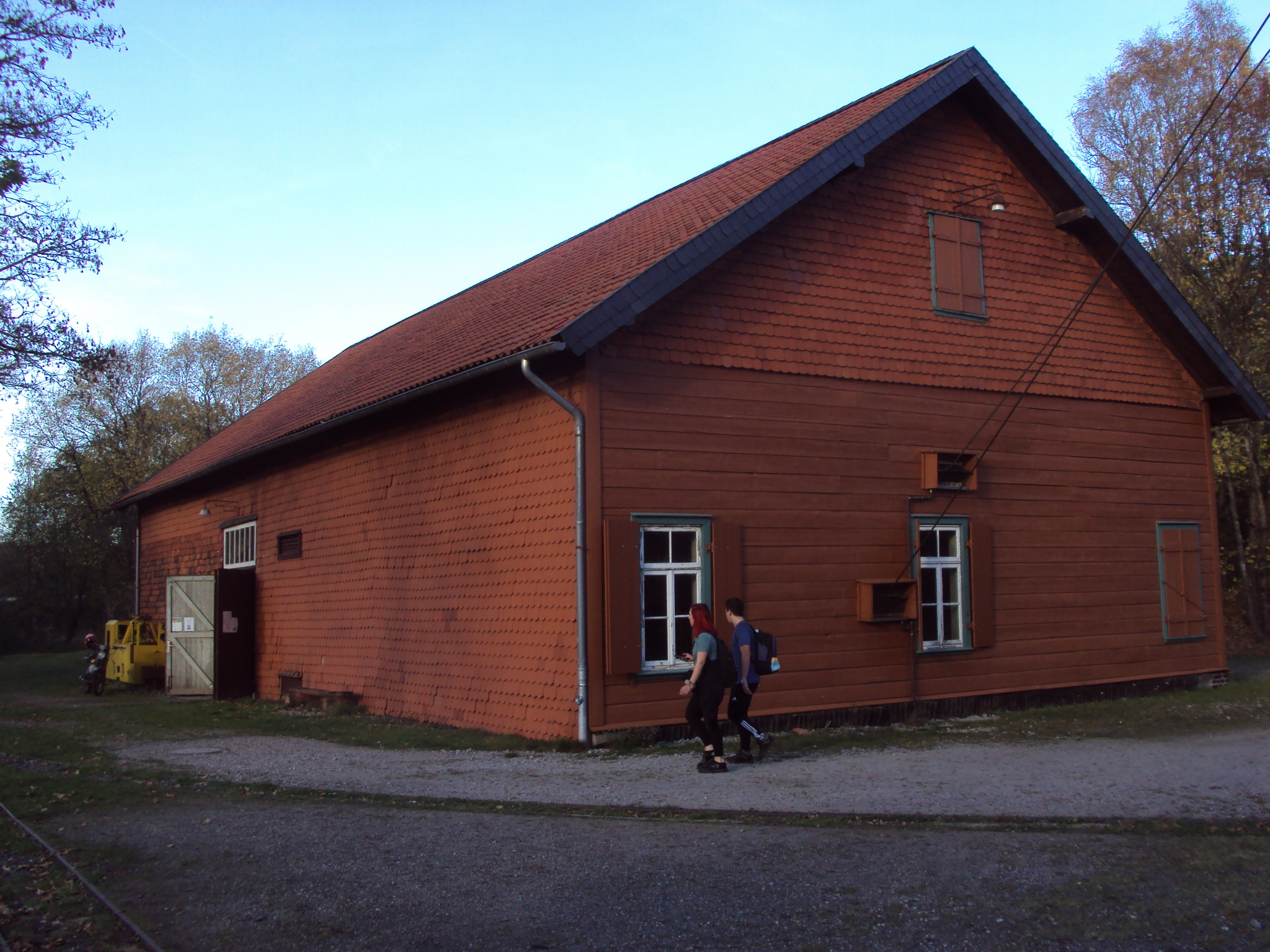
Betriebsgebäude und Maschinenhalle

Der Ottiliae-Schacht (oder Ottiliaeschacht) liegt westlich von Clausthal-Zellerfeld auf einer Anhöhe zwischen dem Zellerfelder und dem Clausthaler Tal (Bremerhöhe), die dort in das Innerstetal münden. Der Schacht ist kein eigenständiges Bergwerk, sondern diente als zentraler Hauptförderschacht für die Erze (silberhaltiger Bleiglanz und Zinkblende) des Rosenhöfer, Burgstätter und Zellerfelder Gangzuges. Er gilt als Teil der Grube Rosenhof. Benannt ist der Schacht nach dem preußischen Berghauptmann Ernst Hermann Ottiliae (1821–1904).
Der Ottiliae-Schacht ist Bestandteil der Welterbe-Route des UNESCO-Welterbes im Harz.

## Geschichte

### Abteufen
Von 1868 bis 1874 wurde in unmittelbarer Nachbarschaft der zentralen Erzaufbereitung der Königlichen Berginspektion zu Clausthal der Ottiliae-Schacht als neuer saigerer Hauptförderschacht in den Abmessungen 6,8 m × 2,0 m abgeteuft. Die Teufe betrug zunächst 341 m bis zur Tiefen Wasserstrecke, einem Teilstück des Ernst-August-Stollens. Der Schacht erhielt eine leistungsfähige Dampffördermaschine (150 PS) mit Seiltrommeln und als erster Oberharzer Schacht ein stählernes Fördergerüst. Das 19,68 m hohe Fachwerk-Bockgerüst wurde von der Clausthaler Bergschmiede errichtet. Es entstand zwar in Anlehnung an englische Gerüste, war aber eine komplette Eigenentwicklung.

### Betrieb
Das Erz wurde auf der Tiefen Wasserstrecke mit Kähnen aus den bis zu 6 km entfernten Abbauen herantransportiert. Die Kähne waren dazu mit vier stählernen Kästen ausgerüstet. Die Förderkästen wurden im Hafen des Ottiliae-Schachtes am Förderseil befestigt und zu Tage gefördert. Auf der Hängebank des Schachtes wurden die Kästen in Förderwagen entleert und ins Brechhaus gefahren, an das sich die Erzaufbereitung anschloss. Weiterhin war eine Nebenförderung bis zur Talsohle (36 m Tiefe) vorhanden. Darüber wurden die Erze von dem auf der anderen Talseite liegenden Silbersegener Schacht gefördert, der wiederum die auf sehr komplizierte Weise transportierten Erze des Rosenhöfer Reviers förderte.
Nach der Entscheidung, die Tiefste Wasserstrecke zur Sammel- und Hauptförderstrecke einzurichten, wurde die Anlage des Ottiliae-Schachts zwischen 1900 und 1905 umfassend erweitert und modernisiert. Es entstand ein Neubau der Erzaufbereitung, der Schacht wurde bis zur Tiefsten Wasserstrecke  auf seine Endteufe von 594 m vertieft und auf elektrische Koepe-Förderung umgebaut. Während des Umbaus bestand eine Tagesförderstrecke vom Kaiser-Wilhelm-Schacht zur Zentralaufbereitung, auf der die Erze über Tage mit Elektrolokomotiven transportiert wurden. Nach der Fertigstellung des Ottiliaeschaches wurden die Erze mit einer elektrischen Lokomotivförderung auf der Tiefsten Wasserstrecke zum Ottiliaeschacht gebracht. Die alten tonnlägigen Förderschächte mit ihren überalterten Kehrradförderungen konnten endgültig abgeworfen werden.

### Stilllegung
Im Jahr 1930 wurden die Clausthaler Bergwerke vom letzten Betreiber Preußag stillgelegt, weil der Weiterbetrieb damals als nicht mehr wirtschaftlich erschien. Die Wasserhaltung wurde eingestellt, so dass das Grubengebäude bis zum Niveau des Ernst-August-Stollens ersoff. Der Schacht blieb, wie die anderen noch verbliebenen Schächte des Clausthaler Bergwerks, zunächst offen.

### Wasserkraftwerk
1940 baute die Kraft- und Wasserwirtschaft Clausthal, eine Tochter der Preußag, die ehemalige Betriebswasserversorgung der Rosenhöfer Gruben um und leitete das Wasser über eine Fallleitung in den Schacht. Eine Pelton-Turbinenanlage mit einer Leistung von 2 × 750 kW erzeugte auf der Ernst-August-Stollensohle elektrische Energie. Die maximale Jahresarbeit betrug im mittleren Jahr etwa 5 Mio. Kilowattstunden. Das Ablaufwasser floss über den Ernst-August-Stollen ab. Für die Fahrung des Wartungspersonals wurde eine kleinere Fördermaschine aufgestellt. 1980 endete das Nutzungsrecht der Preußag für das Oberflächenwasser des Harzes – das Oberharzer Wasserregal. Daraufhin wurden die Turbinen abgeschaltet.

### Verwahrung
In ihrer bergrechtlichen Verpflichtung verwahrte die Preußag AG Metall 1984 die Schachtröhre bis in 60 m Teufe mit einer Betonplombe. Hierzu wurde in 60 Meter Teufe eingeschalt, es wurden Felsanker gesetzt und der Schacht bis auf das Niveau der Rasenhängebank betoniert. Die Preußag stellte auch einen Antrag auf Abbruch der Tagesanlagen. Das Fördergerüst und die Nebenanlagen wurden jedoch dann von der Denkmalschutzbehörde zum Industriedenkmal erklärt. Freiwillige Helfer des ortsansässigen Geschichts- und Museumsvereines kümmern sich gemeinsam mit der Stiftung Welterbe im Harz um die Anlagen.

## Technische Denkmäler, Spuren

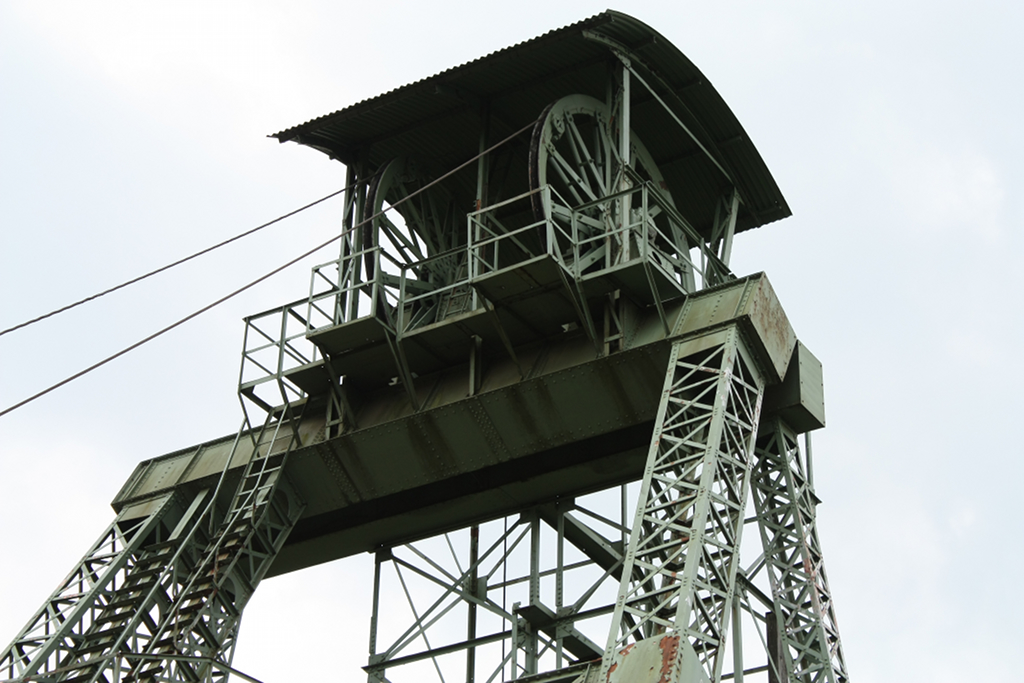
Detail des Fördergerüstes

Das Schachtgelände ist heute eine Außenstelle des Oberharzer Bergwerksmuseums. Auf dem Zechenplatz steht noch die Schachthalle mit dem stählernen Fördergerüst von 1876. Es handelt sich um das älteste erhaltene Fördergerüst in Europa und ist Teil des Weltkulturerbes. Im vorderen Teil des Fördermaschinenhauses ist der zuletzt verwendete Förderhaspel Baujahr 1914 funktionsfähig erhalten. Im hinteren Teil befindet sich eine museale Ausstellung zur Schachtfördertechnik im Oberharz. Weiterhin sind noch ein Rechenhaus und das Einlaufbauwerk der Turbinenfallleitung („Wasserschloss“), sowie in einiger Entfernung das Zechenhaus (heute privates Wohnhaus) erhalten. 
Die Tagesförderbahn in 600 mm Spurweite wurde zwischen dem ehemaligen Clausthaler Bahnhof und dem Ottiliaeschacht etwa auf der historischen Trasse nachgebaut und 1993 fertiggestellt. Damit können Museumsbesucher vom Bahnhof zum Ottiliae-Schacht fahren. Die von 1900 bis 1905 betriebene Tagesförderbahn hatte die Spurweite von 750 mm und wurde mit elektrischen Lokomotiven und Oberleitung betrieben.

## Trivia
Am 30. April 2013 wurde das Gelände für Dreharbeiten des Films The Monuments Men genutzt.